# Leptophatnus citriconiger
Leptophatnus citriconiger là một loài tò vò trong họ Ichneumonidae.